# Acairseid Mhor
Acairseid Mhor (gälisch für „Großer Hafen“) ist eine Bucht auf der schottischen Hebrideninsel Eriskay. Sie befindet sich an der Ostküste im südlichen Teil der Insel und reicht von Osten kommend etwa 1,2 km in die Landmasse hinein. An ihrer schmalsten Stelle weist sie eine Breite von weniger als 100 m auf. Hierbei bildet sie eine Landenge, welche die Südspitze der Insel beinahe abtrennt. Etwas nördlich der Landenge an der Westküste liegt der Sandstrand Prince’s Beach. An der Nordküste der Bucht liegt die kleine Siedlung Na Pairceanan. An ihrem Kopf liegt der 71 m hohe Hügel Beinn Cracabhaig.